# 柳博米里夫卡 (茲古里夫卡區)
50°24′55″N 31°57′52″E / 50.41528°N 31.96444°E
柳博米里夫卡（烏克蘭語：Любомирівка）是位於烏克蘭北部的村莊，由基辅州布羅瓦里區的茲胡里夫卡市鎮負責管轄。該村始建於1928年，面積2.23平方公里，海拔高度130米，2001年人口755，人口密度每平方公里339.2人。